# Drymophloeus litigiosus
Drymophloeus litigiosus är en enhjärtbladig växtart som först beskrevs av Odoardo Beccari, och fick sitt nu gällande namn av Harold Emery Moore. Drymophloeus litigiosus ingår i släktet Drymophloeus och familjen Arecaceae. Inga underarter finns listade i Catalogue of Life.